# Eurocopter Tiger
O Eurocopter Tiger é um helicóptero de ataque desenvolvido pela empresa franco-alemã Eurocopter (agora Airbus Helicopters).
O desenvolvimento do Tiger começou durante a Guerra Fria, e foi inicialmente concebido como um helicóptero antitanque para ser usado contra a União Soviética durante a invasão terrestre da Europa Ocidental. Durante o seu período de desenvolvimento prolongado, a União Soviética entrou em colapso, mas a França e a Alemanha optaram por prosseguir com o Tiger, desenvolvê-lo em vez como um helicóptero de ataque multifuncional.
O Tiger tem a distinção de ser o primeiro helicóptero all-composite desenvolvido na Europa; até mesmo os primeiros modelos também incorporam outros recursos avançados, como uma cabine de vidro, tecnologia stealth e grande agilidade, a fim de aumentar a sua capacidade de sobrevivência. Variantes melhorados, desde então, entrou em serviço, equipado com motores mais potentes e compatível com uma ampla gama de armas. Desde a introdução do tipo de serviço, o tiger têm sido usados em combates no Afeganistão, Líbia e Mali.

## Desenvolvimento
Em 1984, os governos da França e da Alemanha Ocidental emitiu um requisito para um avançado helicóptero multifuncional. A joint venture consistindo da Aérospatiale e MBB, posteriormente foi escolhido como as fornecedoras preferidas. Em 1986, o programa de desenvolvimento foi efetivamente cancelado devido a espiral de custos; que tinha sido oficialmente calculou que fornecer as forças alemãs com um número equivalente de US produzidos McDonnell Douglas AH-64 Apache helicópteros de ataque teria sido uma alternativa consideravelmente mais barato para prosseguir com o desenvolvimento do Tiger.

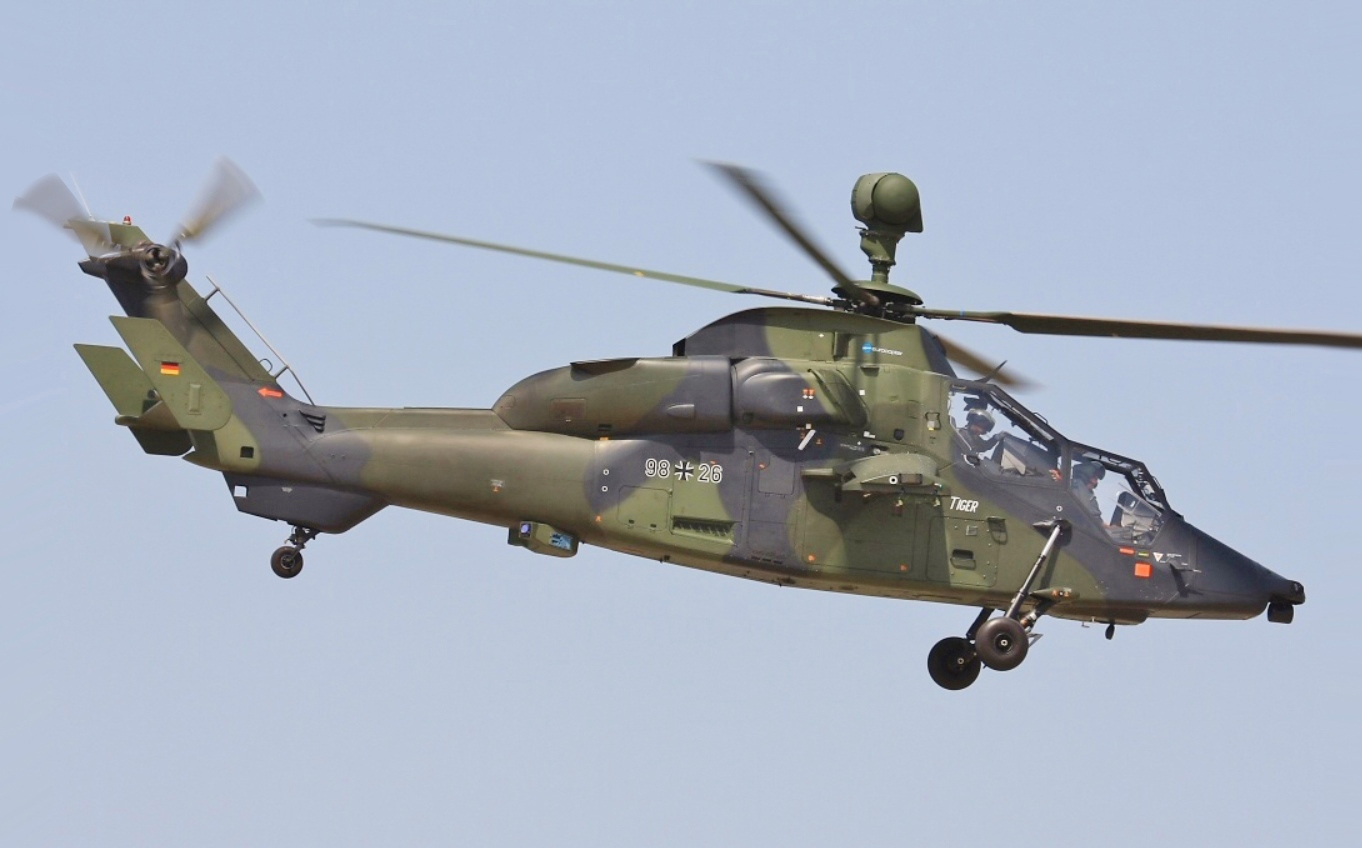
Um Eurocopter EC-665 alemão.

De acordo com declarações do Ministro de defesa da França, André Giraud em abril de 1986, o esforço de colaboração tornou-se mais caro do que um programa nacional individual e foi previsto para ter mais tempo para conclui-lo bem. Em Julho de 1986, um relatório do governo para o projeto alegou que o desenvolvimento tinha se distanciado das exigências e preferências dos clientes militares do Tiger.
Tanto a França ea Alemanha reorganizou o programa, incluindo medidas como a adoção de contratos com duração determinada que colocou maior risco financeiro sobre as empresas privadas envolvidas. Thomson CSF também assumiram a maioria do trabalho de desenvolvimento eletrônico do Tiger, tais como os sistemas visuais e sensores. Apesar dos problemas iniciais de desenvolvimento e da incerteza política entre 1984 e 1986, o programa foi formalmente relançou em novembro de 1987; foi neste ponto que uma ênfase maior no ataque do helicóptero antitanque surgiu. Grande parte da estrutura organizacional do projeto foi reconstruído rapidamente entre 1987 e 1989; tais como a instalação de um escritório de helicóptero franco-alemã para atuar como uma agência de execução do programa em Maio de 1989.
Em novembro de 1989, a Eurocopter assinaram um acordo que financeiramente assegurado a maioria do desenvolvimento do helicóptero até a produção em série, incluindo acordos de duas linhas de montagem a serem construídas no plano Marignane da Aerospatiale e da MBB Donauwörth.

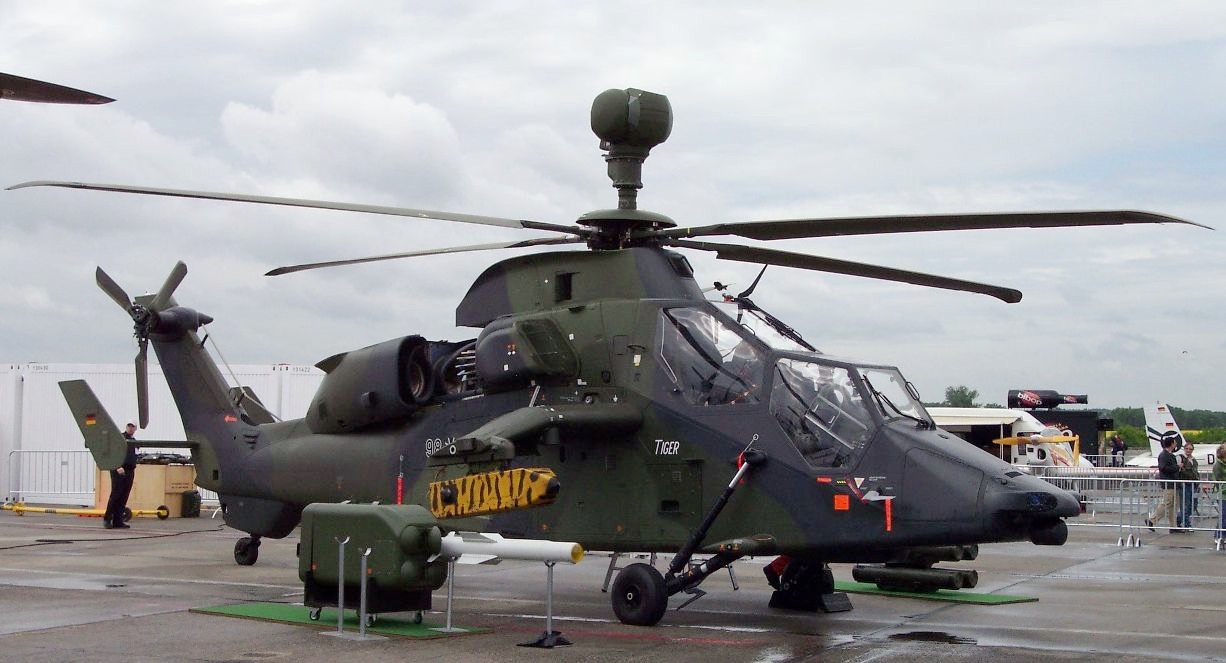
Um Tiger do Exército Alemão.

Este mesmo acordo também incluiu a fabricação de cinco protótipos Tiger, três foram para operar como desarmados e os outros dois como protótipos de combate armado com uma variante francês escolta de helicóptero e a outra para a variante alemã antitanque. O primeiro protótipo teve o voo inaugural em 27 de abril de 1991, que durou 30 minutos.
Devido ao fim da Guerra Fria e orçamentos de defesa posteriores diminui na década de 1990, as pressões financeiras levou a outras perguntas sobre a necessidade de todo o programa; em 1992, houve especulações de que o Ministério da Defesa Alemã não pode continuar com o projeto, devido à necessidade de fazer cortes fiscais. No entanto, a Alemanha também estava cada vez mais ansiosa para o tiger para executar uma variedade mais ampla de missões; além de ser uma excelente arma antitanque, as especificações do modelo alemão foi modificado para incluir reconhecimento armado campo de batalha, apoio aéreo aproximado deveres para apoiar as tropas terrestres amigas, e escolta de outros helicópteros.

## Operadores
- Austrália - Exército da Austrália
- França - Exército da França
- Alemanha - Exército da Alemanha
- Espanha - Exército da Espanha

## Especificações
Características gerais

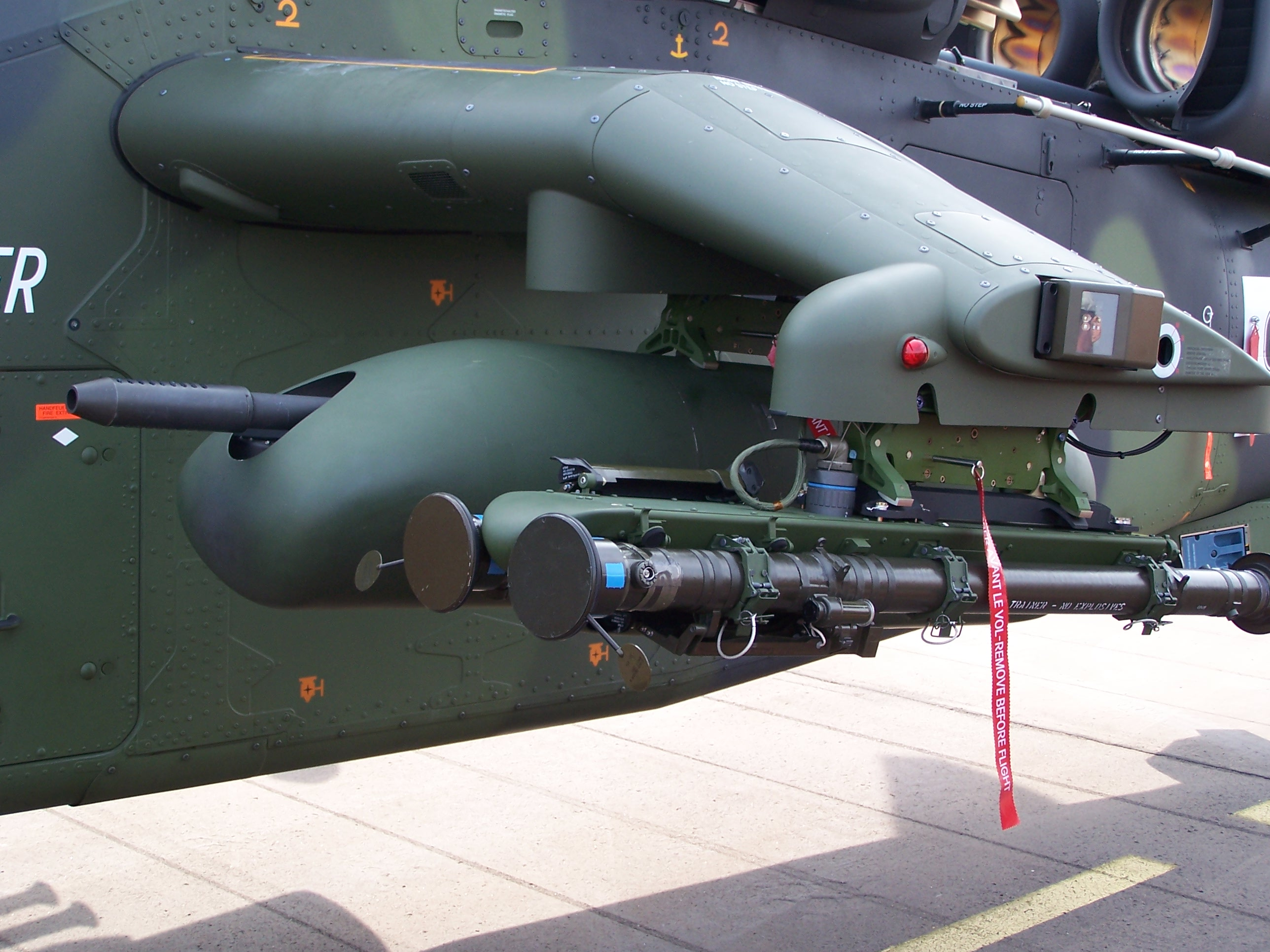
Vista do armamento de um Tiger.

- Tripulação: 2 (PILOTO E ATIRADOR).
- Comprimento: 14.08 m fuselagem (46 ft 2 in).
- Diâmetro do rotor: 13.00 m (42 ft 8 in).
- Altura: 3.83 m (12 pés 7 pol).
- Área disco: 133 m² (1430 ft²).
- Tara: 3.060 kg (6.750 £).
- Peso carregado: 5.090 kg (£ 11.311).
- Max. peso de decolagem: 6.000 kg (13.000 lb)).
- Motorização: 2 × MTU Turbomeca Rolls-Royce MTR390 turboshafts, 958 kW (1,303 shp) cada.
- Capacidade interna de combustível: 1.080 kg (2.380 £).

Atuação
- Velocidade máxima: 290 kmh com mastro, 315 kmh sem mastro (157 knots, 181 mph com mastro, 170 nós ou 196 mph sem mastro)
- Intervalo: 800 km (430 nm, 500 mi) de combate (com tanques externos nas estações internas: 1.300 km)
- Teto de serviço: 4.000m (13.000 pés/4 km)
- Taxa de subida: 10.7 m/s (2.105 ft/min)
- Energia / massa: 0.23 hp/lb (0.38 kW/kg)

Armamento
- Armas:
  - 1 × 30 mm (1.18 in) GIAT 30 canhão no queixo da torre..

Em cada um dos seus dois interiores hardpoints e dois pontos de reforço exteriores tigre Eurocopter pode transportar uma combinação dos seguintes armas:
- Hardpoints interiores:
  - 1x 20 mm (0.787 in) pods autocannon, ou
  - 22x 68 milímetros (2,68 in) SNEB foguetes não guiados em um pod, ou
  - 19x 70 milímetros (2.75) em Hydra 70 foguetes não guiados em uma vagem ou
  - 4x AGM-114 Hellfire mísseis (Austrália / França) ou
  - 4x de Spike ER-mísseis (Espanha) ou
  - 4x PARS 3 LR mísseis (Alemanha) ou
  - 4x HOT3 mísseis (Alemanha)
- Hardpoints exteriores:
  - 2x Mistral ar-ar mísseis, ou
  - 12x 68 milímetros (2,68 in) SNEB foguetes não guiados em um pod ou
  - 7x 70 mm (2.75 in) Hydra 70 foguetes não guiados.